# Amt Altlandsberg
Das Amt Altlandsberg war ein 1993 gebildetes Amt im Land Brandenburg, in dem sich sechs Gemeinden des damaligen Landkreises Strausberg (heute Landkreis Märkisch-Oderland, Brandenburg) zu einem Verwaltungsverbund zusammengeschlossen hatten. Das Amt war 1992 zunächst unter dem Namen Amt Niederbarnim-Süd und in einem etwas größeren Rahmen mit acht Gemeinden gegründet worden, die Zustimmung des Ministers des Innern des Landes Brandenburg war aber 1993 zurückgezogen worden. Zum gleichen Zeitpunkt wurde das Amt Altlandsberg in etwas kleinerem Umfang genehmigt. Amtssitz war in der Stadt Altlandsberg. Das Amt Altlandsberg wurde zum Ende des Jahres 2002 wieder aufgelöst.

## Geographische Lage
Das Amt Altlandsberg grenzte im Norden an das Amt Werneuchen, im Osten an das Amt Barnim-Oderbruch, im Südosten an das Amt Märkische Schweiz, im Süden an die Stadt Strausberg, die Gemeinden Fredersdorf-Vogelsdorf und Neuenhagen bei Berlin, im Südwesten an das Amt Hoppegarten und im Westen an das Amt Ahrensfelde/Blumberg.

## Geschichte
Am 29. Mai 1992 erteilte der Minister des Innern des Landes Brandenburg seine Zustimmung zur Bildung des Amtes Niederbarnim-Süd. Als Zeitpunkt des Zustandekommens dieses Amtes wurde der 1. Juli 1992 festgelegt. Das Amt sollte seinen Sitz in der Stadt Altlandsberg haben und sollte aus sieben Gemeinden und der Stadt Altlandsberg im damaligen Kreis Strausberg bestehen:
1. Bruchmühle
2. Buchholz
3. Fredersdorf
4. Gielsdorf
5. Wegendorf
6. Wesendahl
7. Vogelsdorf
8. Stadt Altlandsberg

Der Erlass zur Bildung des Amtes Niederbarnim-Süd wurde am 23. Juni 1993 zurückgenommen. Gleichzeitig wurde dieses Datum als Zeitpunkt des Zustandekommens des gegenüber dem Amt Niederbarnim-Süd etwas verkleinerten Amtes Altlandsberg festgelegt:
1. Buchholz
2. Bruchmühle
3. Gielsdorf
4. Wegendorf
5. Wesendahl
6. Altlandsberg

Am 31. Dezember 1997 wurde die Gemeinde Wegendorf in die Stadt Altlandsberg eingegliedert. Zum 31. Dezember 2002 schlossen sie die Gemeinden Bruchmühle, Buchholz, Gielsdorf, Wesendahl und die Stadt Altlandsberg zur neuen Stadt Altlandsberg zusammen. Das Amt Altlandsberg wurde aufgelöst und die neue Stadt Altlandsberg amtsfrei.
| Jahr      | 1993 | 1994 | 1995 | 1996 | 1997 | 1998 | 1999 | 2000 | 2001 | 2002 |
| Einwohner | 4916 | 4963 | 5265 | 5877 | 6502 | 7044 | 7498 | 7903 | 8092 | 8189 |

## Amtsdirektor
Erster und einziger Amtsdirektor des Amtes Altlandsberg war Manfred Andruleit.